# 108-й отдельный танковый батальон
108-й отдельный танковый батальон — воинская часть Вооруженных Сил СССР в Великой Отечественной войне. Надо иметь в виду, что одноимённый батальон принимал участие в Зимней войне, он не имеет отношения к названному батальону.

## История
Батальон, вместе с 87-м отдельным танковым батальоном и 110-м отдельным танковым батальоном сформирован на базе 25-го танкового полка 163-й моторизованной дивизии с включением в батальон части личного состава 21-й танковой дивизии 25 августа 1941 года. 
В действующей армии с 25 августа 1941 года по 16 октября 1941 года.
25-й танковый полк изъят из состава 163-й моторизованной дивизии 25 августа 1941 года в районе Старой Руссы, переформирован в отдельные батальоны, придаваемые стрелковым частям.
В ходе контрудара под Старой Руссой на заключительном этапе операции был придан для усиления 259-й стрелковой дивизии, вёл бои у деревень Петрухново, Бела, Белый Бор в Старорусском районе
Был разгромлен и расформирован 16 октября 1941 года.

## Подчинение
| Дата            | Фронт (округ)         | Армия      | Корпус | Дивизия | Примечания |
| --------------- | --------------------- | ---------- | ------ | ------- | ---------- |
| 01.09.1941 года | Северо-Западный фронт | 34-я армия | -      | -       | -          |
| 01.10.1941 года | Северо-Западный фронт | 34-я армия | -      | -       | -          |